# Juliano Dornelles
Juliano Dornelles de Faria Neves (Recife, Pernambuco, 1980) és un director de cinema i guionista brasiler. Va guanyar el Premi a la millor direcció al LII Festival Internacional de Cinema Fantàstic de Catalunya per Bacurau.

## Filmografia

### Director
- 2019: Bacurau (amb Kleber Mendonça Filho) - llargmetratge
- 2011: Mens Sana in Corpore Sano - curtmetratge

### Director artístic
- 2016: Aquarius (de Kleber Mendonça Filho) - llargmetratge
- 2015: Permanência (de Leonardo Lacca) - llargmetratge
- 2014: Loja de Répteis (de Pedro Severien) - curtmetratge
- 2013: O Som ao Redor (de Kleber Mendonça Filho) - llargmetratge
- 2012: Boa Sorte, Meu Amor (de Daniel Aragão) - llargmetratge
- 2009: Recife Frio (de Kleber Mendonça Filho) - curtmetratge